# Карс (Жиронда)
Карс (фр. Cars) насеље је и општина у југозападној Француској у региону Аквитанија, у департману Жиронда која припада префектури Бле.
По подацима из 2011. године у општини је живело 1160 становника, а густина насељености је износила 104,41 становника/km². Општина се простире на површини од 11,1 km². Налази се на средњој надморској висини од 43 метара (максималној 71 m, а минималној 17 m).

## Демографија
| 1962. | 1968. | 1975. | 1982. | 1990. | 1999. | 2011. |
| ----- | ----- | ----- | ----- | ----- | ----- | ----- |
| 1.160 | 1.255 | 1.178 | 1.191 | 1.186 | 1.189 | 1.160 |

График промене броја становника у току последњих година